# Cospicua
Cospicua (auch: Bormla) ist eine Stadt im Osten Maltas mit 5142 Einwohnern (Stand 31. Dezember 2020).
Sie befindet sich zwischen  Vittoriosa (Birgu) und Senglea (L'Isla), wobei Cospicua die größte dieser drei Städte ist, die gemeinsam Cottonera genannt werden. Cospicua befindet sich südlich der Hauptstadt Valletta.
Unter den Cottonera-Städten ist Cospicua die jüngste. Sie entstand im 16. Jahrhundert als Vorstadt von Vittoriosa.
In Cospicua finden sich große Bastionen, die von den Malteserrittern gebaut wurden.
Die Stadt wurde im Zweiten Weltkrieg mehrmals wegen ihrer Schiffdocks bombardiert.
Der örtliche Fußballverein St. George’s FC spielte bis 2007 in der Maltese Premier League.

## Söhne und Töchter der Stadt
- Dom Mintoff (1916–2012), Premierminister Maltas
- Daniel Piscopo (1920–2009), Politiker
- Edwin Schembri (1929–2009), Fußballspieler
- Ugo Mifsud Bonniċi (* 1932), Präsident Maltas 1994–1999
- Carmelo Mifsud Bonniċi (1933–2022), Premierminister Maltas 1984–1987
- Joseph Grech (1934–2024), Sänger
- Keith Schembri (* 1975), Politiker und Unternehmer